# Légvédelmi rakéta

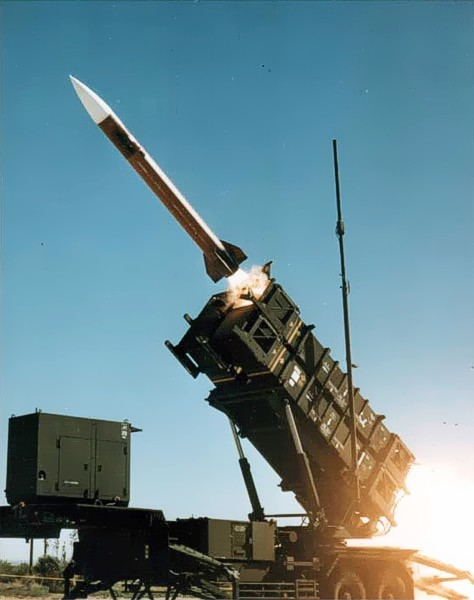
MIM–104 Patriot rakéta indítása

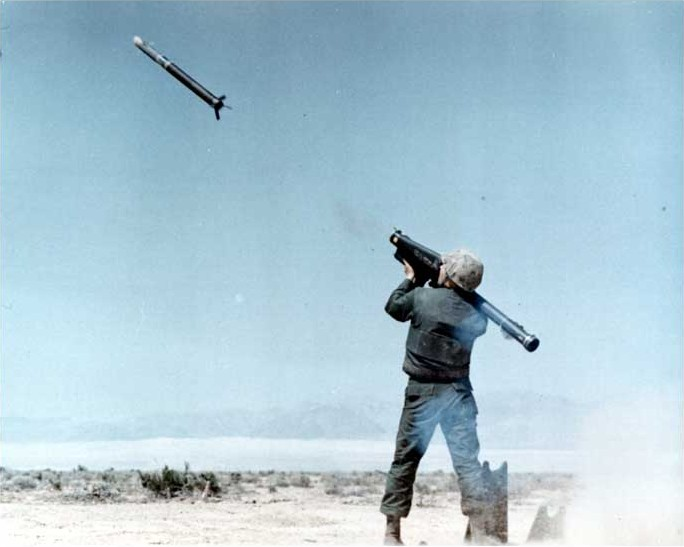
FIM–43 Redeye kézi légvédelmi rakéta indítása

A légvédelmi rakéta vagy föld-levegő rakéta olyan irányított rakéta, melyet légi célok, elsősorban repülőgépek, ritkábban helikopterek és rakéták elleni harcra használnak. Az első légvédelmi rakétákat a második világháborús Németországban fejlesztették ki a szövetséges bombázások megakadályozására, de a háború végéig nem sikerült használható fegyverhez jutniuk.
Az atomfegyvereket hordozó nehézbombázó repülőgépek megjelenése a fejlesztéseknek új lökést adott, és az 1950-es évek második felében megjelentek és elterjedtek az első használható ilyen fegyverek. Az akkori elvárásoknak megfelelően a honi légvédelmi rakéták a kiemelt fontosságú, stratégiai célokat védték, ennek megfelelően fix telepítésű fegyverrendszerek voltak, meglehetősen nagy méretű és tömegű rakétákkal és berendezésekkel. A legkorábbi rakéták irányítórendszere parancsközlő távirányítás volt, de ez a távolság növekedésével egyre pontatlanabbul működött, így nem ritkán atomtöltet kellett az ellenséges repülőgépek biztos megsemmisítéséhez, ezért hamar átadta helyét a félaktív lokátoros önirányításnak, amely ma is a légvédelmi rakéták egyik alapvető irányítási módszere. Az 1960-as évek végére a rakéták legkisebb méretét sikerült alapvetően lecsökkenteni, megjelentek a csapatlégvédelmi rakéták, melyek indítóállványait és kiszolgáló berendezéseit páncélozott harcjárművekre telepítették, így ezek folyamatosan követni tudták a harcoló csapatok mozgását. A legkisebb légvédelmi rakéták kategóriája, a kézi légvédelmi rakéták (MANPADS) is ekkortájt jelentek meg.
A NATO három kategóriát különböztet meg hatótávolság tekintetében:
- Rövid hatótávolságú rendszerek: 0-20 km
- Közepes hatótávolságú rendszerek: 20-90 km
- Nagy hatótávolságú rendszerek:  több mint 90 km

## Külső hivatkozások
- https://www.haborumuveszete.hu/cimke/legvedelmi-raketarendszer
- https://www.arcanum.com/hu/online-kiadvanyok/TenyekKonyve-tenyek-konyve-1/nato-16647/a-nato-orszagok-haditechnikaja-16D63/nehany-haditechnikai-eszkoz-leirasa-16F80/legvedelmi-eszkozok-1707D/mim23-hawk-kozepes-hatomagassagu-legvedelmi-raketa-170A2/
- https://nkerepo.uni-nke.hu/xmlui/bitstream/handle/123456789/13865/13_bozsoki.pdf;jsessionid=6F15DE22CE8E7E6591B6892AFE7518F3?sequence=1